# VNO-NCW
VNO-NCW (офіційно Асоціація VNO-NCW) є найбільшою організацією роботодавців у Нідерландах. VNO-NCW є членом UNIAPAC.

## Мета
Головною метою організації є просування спільних інтересів нідерландської бізнес-спільноти як на національному, так і на міжнародному рівнях.

## Історія
Організація була створена в результаті злиття Асоціації голландських підприємств (VNO) і Нідерландської християнської асоціації роботодавців (NCW) 31 грудня 1996 року. Назва VNO-NCW є скороченням абревіатур юридичних попередників.

## Структура
Організація має дворівневу структуру, як регіональну, так і галузеву. Регіональні асоціації VNO-NCW: VNO-NCW Noord (для Дренте, Фрісландії та Гронінгена з трьома провінціями), VNO-NCW Midden (для Флеволанду, Утрехта, Гелдерланда та Оверейсела), VNO-NCW West (для Північної та Південної областей). Голландія, включаючи там галузеві асоціації), VNO-NCW Brabant Zeeland та Лімбурзька асоціація роботодавців (LWV). Близько 160 галузевих організацій пов'язані з VNO-NCW. Місцеві кола активні в регіональних асоціаціях (наприклад , Делфт, Роттердам і Амстердам у межах VNO-NCW West).